# Marceau (cuirassé)
Pour les articles homonymes, voir Marceau.
Le Marceau est un cuirassé à tourelle et barbette de la classe Marceau de la marine française, mis en chantier à La Seyne-sur-Mer à partir de 1881 aux Forges et Chantiers de la Méditerranée.

## Histoire
Il a servi dans l'escadre de la Méditerranée jusqu'en 1900 puis il a subi une importante refonte dans son chantier naval d'origine avant d'être mis en réserve à l'arsenal de Toulon. De nouveau en service en 1906, il a été utilisé pour l'entraînement de l'école des apprentis torpilleurs. Pendant la Première Guerre mondiale, il a été utilisé comme navire-atelier et ravitailleur de sous-marins à Malte et à Corfou.
Après 1918, il a été à nouveau mis en réserve au port de Bizerte. En 1921, il a été rayé des listes et vendu pour démolition. Lors de son remorquage vers Toulon par le Marius Chambon il échoua sur la côte, près de Bizerte, durant une tempête et fut démoli sur place.

## Commandants
- Georges Ernest Lecomte (1849-1902) du 15 février 1899 à sa mort en 1902

## Personnalités ayant servi à son bord
- Victor Maurice Fontaine (1857-1933), 3ème commandant en 1899, affecté en 1900 à la Défense mobile de Cherbourg
- Charles Antoine Fontaine (1864-1943), lieutenant de vaisseau en 1892,[Note 1]
- Gabriel Godin (1838-1932), commandant  en 1892